# حجفاني

مقارنة بين حَجَفَانِيّ وموشور وجذع ومَوشوريّ

حَجَفَانيّان مخمسان مسدسان، مقلوبتان ومثبتتان

الحَجَفَانِيّ (بالإنجليزية: Scutoid) هو نوع خاص من المجسمات الهندسية بين سطحين متوازيين. إن حدود كل سطح (وجميع السطوح الأخرى المتوازية بينهما) إما أن تكون مضلعًا أو تشبه مضلعًا، ولكنها ليست بالضرورة مستوية، وترتبط رؤوس المضلعين الطرفيين إما عن طريق منحنٍ أو وصلة على شكل حرف Y على أحد الحروف على الأقل، ولكن ليس بالضرورة على جميع الحروف. تحتوي الحجفانيات على رأس واحد على الأقل بين هاتين المُستوِيين. الحجفانيات ليست بالضرورة محدبة، والوجوه الجانبية ليست بالضرورة مستوية، لذلك يمكن أن تتجمع عدة حجفانيات معًا لملء كل الفضاء بين السطحين المتوازيين. يمكن وصفها بشكل أعم بأنها مزيج بين الجذع والمَوشوريّ.

## التسمية
وصف هذا الكائن أول مرة غوميث-غالفيث وآخرون في ورقة بحثية بعنوان "الحجفانيات هي حل هندسي للرزم ثلاثية الأبعاد للظهارات" (Scutoids are a geometrical solution to three-dimensional packing of epithelia)، ونُشرت في يوليو 2018. رسميًا، سُمِّيَت scutoid بهذا الاسم بسبب تشابهه مع شكل الحَجَفَة في بعض الحشرات، مثل خنافس فُصَيِّلة جِعْلان الأزهار. بشكل غير رسمي، ذكرت كلارا غريما أنه أثناء العمل على المشروع، أُطلق على الشكل مؤقتًا باسم Escu-toid بالإنجليزية على سبيل المزاح تيمنًا باسم قائد مجموعة علم الأحياء لويس م. إسكوديرو. ونظرًا لأن اسمه الأخير "إسكوديرو" يعني "حامل التروس" (من الكلمة اللاتينية scutarius بنفس المعنى)، عُدِّلَ الاسم الإنجليزي المؤقت قليلًا ليصبح "scutoid".